# 小元乡
小元乡，是中华人民共和国四川省南充市南部县下辖的一个乡镇级行政单位。

## 行政区划
小元乡下辖以下地区：
金钟村、庄子湾村、文星场村、李家沟村、正觉观村、和平村、赤土垭村、岳家河村、狮峰村、刘家巷村、高石嘴村、鹅公桥村、梓潼庙村、柳树湾村、赵柏湾村、桃花垭村和小石寺村。